# Upplands runinskrifter 863
Upplands runinskrifter 863 är ett idag försvunnet runstensfragment som funnits i Tibble, Balingsta socken och Uppsala kommun.

## Inskriften
Translitterering av runraden:
[... ...a + sten + eftʀ + uigul(f) + --...]
Normalisering till runsvenska:
... ... stæin æftiʀ Vigulf ...
Översättning till nusvenska:
... stenen efter Vigulv ...

## Stenen och dess historia
Richard Dybeck har avbildat stenen och hans teckning är den enda källan till kunskap om denna ristning. Avbildningen visar den övre delen av runstenen, med en längs kanten gående runslinga och ett enkelt kors. Stenens höjd är omkring 1,05 meter och dess bredd cirka 0,8 meter.
Stenen beskrevs som nyfunnet i Dybecks verk Sverikes runurkunder (1862). Där skrev Dybeck att denna stenen ligger i en skogsbacke, nära sockenvägen mellan Ölstad och Balingsta kyrka. Dybeck besökte också stenen 1874 och fann den ånyo utan svårighet "liggande på sitt gamla rum". Stenen har emellertid förkommit någon gång sedan dess. Den har eftersökts av Otto von Friesen år 1900 och sedan har två ytterligare försök gjorts att finna stenen på 1940-talet, emellertid utan framgång.